# Toquetamis
Toquetamis (m. 1406) também referido como Toqtamish, Tokhtamish ou Tokhtamysh, foi um guerreiro mongol da linhagem de Gengis Cã por via de Jochi. Como cã promoveu a unificação da Horda de Ouro e a Horda Branca em 1380, seguido de guerras contra os Ls russos e Tamerlão.

## Ascensão ao poder
Em 1376, Toquetamis pediu ajuda a Tamerlão para tomar o trono da Horda Branca contra Urus. Tamerlão lhe concedeu alguns feudos na zona fronteiriça com a Horda Branca, e de lá foi desalojado por Urus. Em ambas as ocasiões Tamerlão veio em sua ajuda. No ano seguinte Urus morreu, sendo sucedido por seus filhos Toqueta Quia e Timur Maleque (por pouco tempo). Este último derrotou novamente Toquetamis, que mais uma vez foi socorrido por Tamerlão, que lhe concedeu tropas de reforço que lhe permitiram vencer seu inimigo em uma batalha decisiva em Cata-tal, assim tomando o controle da Horda Branca em 1378.
A Horda de Ouro (ou Canato Quipechaque), era um dos Estados originários da fragmentação do Império Mongol. Situado no sul da Rússia, fora um poderoso Estado e tinha sob seu domínio os vários principados moscovitas, os quais eram seus tributários. Porém encontrava-se a essa altura decadente e perdia territórios na fronteira oeste para a Lituânia e Polônia.
Em 1380 o general Mamai foi derrotado por Demétrio de Moscou na batalha de Culicovo. Pouco tempo depois Mamai foi morto. Segundo algumas fontes, ele foi morto pelo próprio Toquetamis em uma batalha no Calca, próximo ao mar de Azove.
Aproveitando-se da situação caótica que se passava a Horda de Ouro, Toquetamis promoveu a unificação dos tronos das hordas Azul e Branca, que em seu conjunto constituíam quase todo o antigo domínio de Batu Cã. De sua capital em Sarai, controlava um território que se estendia de Novgorod ao baixo Sir Dária (Jaxartes) e de Otrar até às proximidades de Quieve.

## Expedições punitivas contra Moscou
Após derrubar Mamai do poder na Horda de Ouro, Em 1382 Toquetamis promove uma bem-sucedida campanha militar contra a Moscóvia, como vingança pela derrota em Culicovo. Em agosto de 1382 Moscou foi incendiada. Vladimir, Yuriel, Mozhaisk e outras cidades russas foram saqueadas. Por conta disso os principados russos tiveram de esperar mais cem anos para conseguir sua independência do jugo mongol. Depois disso venceu os lituanos em Poltova, na atual Ucrânia. Em 1385 ataca o Azerbaijão e o noroeste do Irã, capturando e saqueando Tabriz, retirando-se logo em seguida com o botim.

## Guerra contra Tamerlão
Toquetamis tinha pretensões territoriais na Pérsia, antigo território do Ilcanato. Por conta disso entrou em atrito contra Tamerlão. Entre 1389 e 1391 entra em guerra contra seu antigo aliado, sendo derrotado. Em 1393 recupera sua posição e na primavera de 1395 promove um novo ataque contra a província de Xirvão, Império Timúrida|território timúrida. Novamente Tamerlão empreende uma ofensiva, reconquistando a área, seguida de uma nova expedição militar contra os territórios da Horda de Ouro. Depois de perder a batalha do rio Terek (15 de abril de 1395), Toquetamis é deposto do trono da Horda de Ouro. Depois do regresso de Tamerlão à Pérsia, ele é reinstaurado com cã quipechaque e entre setembro de 1396 a outubro de 1397 promove guerras contra as colônias genovesas da Crimeia. Porém em 1398 sua hegemonia é discutida por vários deles, dentre eles Temür Qutlügh, filho de Timur Maleque, que o derrota e assume o trono da Horda de Ouro.

## Refúgio e morte
Depois disso Toquetamis se refugia na corte de Vitautas, Grão Duque da Lituânia, que lhe concedeu apoio. No dia 13 de agosto de 1399 Vitautas e Toquetamis são derrotados por Temür Qutlügh na batalha do rio Vorskla.
A partir de então, Toquetamis passa a viver como um aventureiro. Tentou se reconciliar com Tamerlão, a quem enviou uma embaixada em janeiro de 1405. Seja por respeito a sua linhagem ou por verdadeira amizade, Tamerlão sempre foi generoso e paciente com Toquetamis. Acredita-se que mais uma vez o grande conquistar lhe ofereceu ajudar para reconquistar o trono da Horda de Ouro mais uma vez, porém sua morte o impediu.
De acordo com as crônicas russas, Toquetamis foi morto por tropas de Shadi-Beg (irmão e sucessor de Temur Qutlugh) em Tyumen, na Sibéria Ocidental no ano de 1406.